# بيروكسيد المغنيسيوم
بيروكسيد المغنيسيوم هو مركب كيميائي له الصيغة MgO2، ويكون على شكل مسحوق بلوري أبيض.

## الخواص
- إن مركب فوق أكسيد المغنيسيوم غير منحل في الماء.[4]
- يتميز المركب بخواصه المؤكسدة، وهو يشبه في تفاعلاته مركب فوق أكسيد الكالسيوم، بحيث يحرر غاز الأكسجين عند التفاعل في المحاليل المائية مع مركبات معينة.

## التحضير
يحضر مركب فوق أكسيد المغنيسيوم من تفاعل محاليل من فوق أكسيد الهيدروجين مع هيدروكسيد المغنيسيوم.

## الاستخدامات
- يستخدم من أجل تحرير غاز الأكسجين في العديد من الصناعات مثل صناعة مستحضرات التجميل والصناعات الزراعية والدوائية.
- يستخدم أيضاً في مجال البيئة من أجل تخفيض مستويات التلوث في المياه الجوفية.
- كما يستخدم كوسط إلكتروليتي في صناعة البطارية الجافة.